# ألبرت شوارتز (عالم حشرات)
ألبرت شوارتز (بالإنجليزية: Albert Schwartz)‏ هو عالم حشرات وعالم بقشريات الأجنحة أمريكي، ولد في 13 سبتمبر 1923 في سينسيناتي في الولايات المتحدة، وتوفي في 18 أكتوبر 1992 في ميامي في الولايات المتحدة.